# Championnat du monde des rallyes-raids 2017
Navigation
2016 2018
Le championnat du monde des rallyes-raids 2017 est la 15e édition du championnat du monde des rallyes-raids organisée par la Fédération internationale de motocyclisme. Il comporte 5 manches au calendrier.

## Calendrier et règlement

### Manches du championnat[1]
| Date de début | Date de fin | Epreuve                     |
| ------------- | ----------- | --------------------------- |
| 01/04/2017    | 07/04/2017  | Abu Dhabi Desert Challenge  |
| 16/04/2017    | 21/04/2017  | Sealine Cross-Country Rally |
| 12/08/2017    | 18/08/2017  | Atacama Rally               |
| 26/08/2017    | 01/09/2017  | Desafío Ruta 40             |
| 04/10/2017    | 10/10/2017  | OiLibya Rally               |

## Résultats
| Manche | Rallye                                                        | Podium | Podium              | Podium           | Podium              |
| Manche | Rallye                                                        | Pos.   | Pilote              | Pilote F         | Pilote Quad         |
| ------ | ------------------------------------------------------------- | ------ | ------------------- | ---------------- | ------------------- |
| 1re    | Abu Dhabi Desert Challenge 1 - 7 avril résultats détaillés    | 1er    | Sam Sunderland      | Camélia Liparoti | Fahad N. Almusallam |
| 1re    | Abu Dhabi Desert Challenge 1 - 7 avril résultats détaillés    | 2e     | Pablo Quintanilla   |                  | Kamil Wiśniewski    |
| 1re    | Abu Dhabi Desert Challenge 1 - 7 avril résultats détaillés    | 3e     | Matthias Walkner    |                  | Camélia Liparoti    |
|        |                                                               |        |                     |                  |                     |
| 2e     | Sealine Cross-Country Rally 16 - 21 avril résultats détaillés | 1er    | Sam Sunderland      | Camélia Liparoti | Rafał Sonik         |
| 2e     | Sealine Cross-Country Rally 16 - 21 avril résultats détaillés | 2e     | Paulo Gonçalves     |                  | Alexis Hernández    |
| 2e     | Sealine Cross-Country Rally 16 - 21 avril résultats détaillés | 3e     | Matthias Walkner    |                  | Kees Koolen         |
|        |                                                               |        |                     |                  |                     |
| 3e     | Atacama Rally 12 août - 18 août résultats détaillés           | 1er    | Pablo Quintanilla   |                  | Ignacio Casale      |
| 3e     | Atacama Rally 12 août - 18 août résultats détaillés           | 2e     | Kevin Benavídes     |                  | Kees Koolen         |
| 3e     | Atacama Rally 12 août - 18 août résultats détaillés           | 3e     | Paulo Gonçalves     |                  | Alexis Hernández    |
|        |                                                               |        |                     |                  |                     |
| 4e     | Desafío Ruta 40 25 août – 31 août résultats détaillés         | 1er    | Kevin Benavídes     |                  | Kees Koolen         |
| 4e     | Desafío Ruta 40 25 août – 31 août résultats détaillés         | 2e     | Paulo Gonçalves     |                  | Pablo Copetti       |
| 4e     | Desafío Ruta 40 25 août – 31 août résultats détaillés         | 3e     | Xavier de Soultrait |                  | Rafał Sonik         |
|        |                                                               |        |                     |                  |                     |
| 5e     | Rallye du Maroc 4 - 10 octobre résultats détaillés            | 1er    | Matthias Walkner    |                  | Kees Koolen         |
| 5e     | Rallye du Maroc 4 - 10 octobre résultats détaillés            | 2e     | Kevin Benavídes     |                  | Bruno Da Costa      |
| 5e     | Rallye du Maroc 4 - 10 octobre résultats détaillés            | 3e     | Ricky Brabec        |                  | Rafał Sonik         |
|        |                                                               |        |                     |                  |                     |
|        | Classement mondial                                            | 1er    | Pablo Quintanilla   |                  | Kees Koolen         |
|        |                                                               |        |                     |                  |                     |